# Frederik Ferdinand von Krogh (jægermester)
 Der er flere personer med dette navn, se Frederik Ferdinand von Krogh.
Frederik (Fritz) Ferdinand von Krogh (2. september 1737 i Trondhjem – 12. marts 1829 i Haderslev) var en dansk forstmand og godsejer. Han var bror til Caspar Hermann, Georg Frederik og Godske Hans von Krogh.
Han var søn af generalløjtnant Georg Frederik von Krogh (1687-1768) og Hedevig Augusta Brüggemann (1707-1740). Han var først kongelig kammerpage, rejsestaldmester og staldmester, men lagde sig siden efter forst- og jagtvæsenet og blev 1773 jægermester i Nordslesvig; 1768 blev han kammerherre, 1772 hofjægermester, 1790 gehejmeråd, 1808 gehejmekonferensråd og 1777 Ridder af Dannebrog. Han ejede Åstrupgård ved Haderslev.
Krogh, der styrede sit distrikt i 48 år og døde i Haderslev 12. marts 1829, har foruden et par artikler i August Christian Niemanns Waldberichte skrevet en god lille Undervisning for Forstbetjenterne (1800); i fortalen gør han en undskyldning for stilens mange germanismer med henvisning til, at man i Nordslesvig ikke "taler eller skriver det danske Sprog i nogen Fuldkommenhed".

## Familie
Krogh var 2 gange gift: 1. gang 1773 i Christiansborg Slotskirke med Rosina Elisabeth f. Frankenberg-Proschlitz (10. maj 1751 i Assens – 12. april 1798 på Åstrupgård), datter af major Hans Frankenberg-Proschlitz, 2. gang (1802 eller 1803) med Juliane Marie f. komtesse Holck-Winterfeldt (3. december 1764 – 11. maj 1828 på Åstrupgård), datter af amtmand, greve Gustav Frederik Holck-Winterfeldt. Han fik i sit første ægtskaber 12 børn, hvoraf de 11 nåede voksenalderen:
1. Juliane Marie von Krogh (3. januar 1774 på Gram Slot – 22. januar 1848 i Itzehoe) oo Hans Christoph Diederich Victor von Levetzow
2. Magdalena von Krogh (13. juni 1775 på Gram Slot – 19. december 1847 på Marienlyst Slot ved Helsingør)
3. Georg Frederik von Krogh (20. maj 1776 på Gram Slot – 23. januar 1789 i København)
4. Godske Hans Ernst von Krogh (1. januar 1778 på Gram Slot – 3. september 1852 i Haderslev), amtmand
5. Frederik Ferdinand von Krogh (23. maj 1780 på Gram Slot – 26. december 1844 på Wedellsborg), overforstmester
6. Hedvig Augusta von Krogh (29. oktober 1781 på Åstrupgård – 16. marts 1848 på Husum Slot)
7. Caspar Hermann von Krogh (25. april på Åstrupgård – 29. december 1866 på Marienlyst ved Haderslev), overførster
8. Gerhard Christoph von Krogh (9. eller 10. oktober 1785 på Åstrupgård – 12. april 1860), general
9. Georg Flemming von Krogh (18. marts 1787 på Åstrupgård – 7. april 1853 i Høsterkøb)
10. Cathrine Wilhelmine Dorothea von Krogh (16. maj 1788 på Åstrupgård – 9. november 1848 i København) oo Christian Cornelius Lerche
11. Frederik Christian von Krogh (13. april 1790 på Åstrupgård – 28. december 1867 i Kiel), amtmand
12. Georg Frederik von Krogh (17. september 1793 på Åstrupgård – 29. januar 1864 i Goslar)